# 土肥政繁
土肥 政繁（どい まさしげ、生年不詳 - 天正18年（1590年））は戦国時代の武将。越中国弓庄城主。通称、四郎。官位は美作守。娘は下秀久の室。越中国人として織田・上杉の間を転々とし、晩年は上杉景勝のもと越中衆の一員として、主に北陸戦線で活躍した。

## 生涯
越中土肥氏は土肥実平を祖とし、鎌倉時代より新川郡堀江庄の地頭職として名が見える。戦国期には、神保長職の膨張に伴いこれに属した為、椎名・上杉氏との抗争に巻き込まれて没落した。一方、弓庄城に拠った庶流は政繁の代に上杉謙信に臣従し、椎名氏の没落もあって天正の初め頃には新川郡の大半を領するまでになった。
天正6年（1578年）に謙信が急死すると、多くの越中国人と同様、政繁も織田方に寝返った。しかし本能寺の変が起こると再び上杉方に寝返る。これに対し佐々成政は8月には弓庄城を包囲。人質として差し出されていた政繁の次男平助（13才）を見せしめのために磔にした。しかし、弓庄城は何とか持ちこたえ、9月に佐々勢は一旦撤退。同11年（1583年）2月には成政の越後出兵の隙を突いて太田新城（新庄城）を奪うなど、果敢な働きを見せるが、成政・秀吉・景勝の三者が和睦を結ぶと進退窮まり、弓庄城を立ち退き、越後に落ちて上杉景勝を頼った。
同12年（1584年）10月、上杉軍の越中攻めの先鋒として宮崎城攻略に功をあげた。その後も佐々に備え宮崎城や天神山城などの守将を務めた。同18年（1590年）、越後国能生で病死した。
政繁の死後、文禄4年（1595年）に越中の新川郡が前田領とされ、土肥氏はじめ上杉家の越中衆は利長の重臣である青山吉次に越中の諸城を引き渡す。 
その後、越後に替地を与えられた越中衆は地縁や土地勘などを喪失、軍功や内政での功績を挙げる機会が少なくなり、政繁の子や柿崎氏・舟見氏も上杉家中では冷遇されるようになった。土肥一族はのちに、海を持つ大名である最上義光、村上頼勝などに仕えた。